# Lutsu (Valga)
Lutsu is een plaats in Estland in de gemeente Valga, provincie Valgamaa. Het gehucht heeft de status van dorp (Estisch: küla).
Tot in oktober 2017 behoorde Lutsu tot de gemeente Taheva. In die maand werd Taheva bij de gemeente Valga gevoegd.

## Bevolking
De ontwikkeling van het aantal inwoners blijkt uit het volgende staatje:
| Jaar            | 2011 | 2017 | 2019 | 2020 | 2021 |
| --------------- | ---- | ---- | ---- | ---- | ---- |
| Aantal inwoners | 22   | 19   | 20   | 15   | 16   |